# Бодайбинское городское поселение
Бодайбинское городское поселение или Бода́йбинское муниципа́льное образова́ние — муниципальное образование со статусом городского поселения в Бодайбинском районе Иркутской области России. 
Административный центр — город Бодайбо.

## Население
| 2010    | 2011    | 2012    | 2013    | 2014    | 2015    | 2016    |
| ------- | ------- | ------- | ------- | ------- | ------- | ------- |
| 15 358  | ↘15 304 | ↘14 868 | ↘14 413 | ↘14 182 | ↘13 902 | ↘13 426 |
| 2017    | 2021    |         |         |         |         |         |
| ↘13 110 | ↘8921   |         |         |         |         |         |

## Населённые пункты
В состав городского поселения входят населённые пункты:
| № | Населённый пункт | Тип населённого пункта | Население |
| - | ---------------- | ---------------------- | --------- |
| 1 | Бодайбо          | город                  | ↘8921     |
| 2 | Нерпо            | село                   | ↘0        |